# Андрей-Шагуна
Андрей-Шагуна (рум. Andrei Șaguna) — село у повіті Арад в Румунії. Входить до складу комуни Зіманду-Ноу.
Село розташоване на відстані 421 км на північний захід від Бухареста, 15 км на північний схід від Арада, 60 км на північ від Тімішоари.

## Населення
За даними перепису населення 2002 року у селі проживали 1796 осіб.
Національний склад населення села:
| Національність | Кількість осіб | Відсоток |
| -------------- | -------------- | -------- |
| румуни         | 1444           | 80,4%    |
| угорці         | 333            | 18,5%    |
| німці          | 11             | 0,6%     |
| цигани         | 5              | 0,3%     |

Рідною мовою назвали:
| Мова      | Кількість осіб | Відсоток |
| --------- | -------------- | -------- |
| румунська | 1461           | 81,3%    |
| угорська  | 325            | 18,1%    |
| німецька  | 8              | 0,4%     |